# Haukivesi
Der Haukivesi [ˈhɑu̯kivɛsi] ist ein See am Nordwestrand des Saimaa-Seensystems in der finnischen Region Savo. Mit einer Fläche von 562 km² ist er der achtgrößte See Finnlands. Zahlreiche Sunde und Inseln teilen den Haukivesi in mehrere Becken und Buchten. Deren wichtigste sind Siitinselkä, Saviluoto, Tahkoselkä, Vuoriselkä, Kuokanselkä, Kuivaselkä, Heposelkä, Peonselkä, Tuunaanselkä, Hiekonselkä, Varparannanselkä und Iso-Haukivesi. Die weiteste Ausdehnung des Haukivesi zwischen den Seeflächen Siitinselkä im Norden bei Varkaus und Haapavesi im Süden bei Savonlinna beträgt etwa 80 km.
Der nördlich gelegene Unnukka-See fließt über die Stromschnellen von Varkaus und über den Taipalekanal zum Haukivesi ab.
Der nordöstlich gelegene Joutenvesi ist durch die Landenge von Oravi vom Haukivesi getrennt.
Lediglich im äußersten Norden der Landenge gibt es einen natürlichen Abfluss. Außerdem durchschneiden die beiden Schifffahrtskanäle Haponlahti- und Oravi-Kanal die Landenge.
Zum südlich gelegenen Pihlajavesi fließt der Haukivesi über den Sund von Savonlinna ab.
Im Haukivesi befindet sich der Nationalpark Linnansaari, der neben der namensgebenden Insel Linnansaari einige hundert kleinere Inseln und Felsen umfasst. Der Nationalpark beherbergt eine Population der bedrohten Saimaa-Ringelrobbe.